# Nintendo 2DS
La Nintendo 2DS és una consola de jocs portàtil fabricada per Nintendo.
Anunciada l'agost del 2013, el dispositiu es va llançar a Amèrica del Nord, Europa i Austràlia el 12 d'octubre de 2013. La Nintendo 2DS és una versió més senzilla que la Nintendo 3DS, que manté un maquinari idèntic, una funcionalitat similar i una compatibilitat amb el programari dissenyat per a Nintendo DS i 3DS. No obstant això, la 2DS es diferencia per un nou format de pissarra en lloc del disseny de closca utilitzat pels seus precursors, i per la manca de la pantalla 3D autoestereoscòpica de la Nintendo 3DS. La 2DS es va vendre simultàniament amb els models 3DS, com a incentiu per expandir el mercat dels jocs de Nintendo 3DS; L'antic president de Nintendo of America, Reggie Fils-Aimé, va declarar que la 2DS estava dirigida principalment a jugadors més joves (com els menors de 7 anys), als quals Nintendo havia aconsellat anteriorment que no utilitzessin la funcionalitat 3D a la 3DS a causa de possibles problemes de salut ocular. El successor de la Nintendo 2DS, la New Nintendo 2DS XL, es va llançar el 2017.